# Stendhalsyndroom

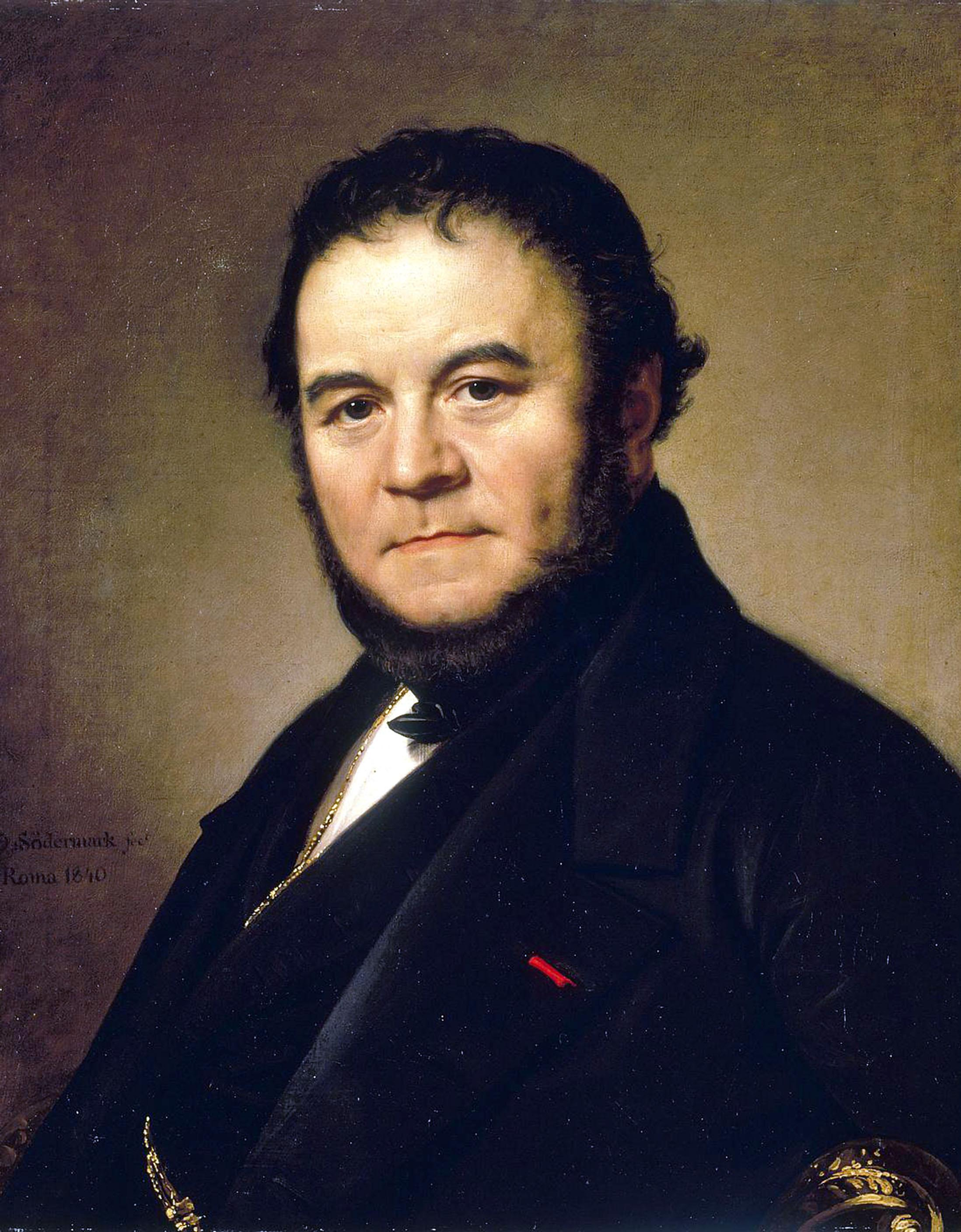
Portret van Stendhal

Het syndroom van Stendhal, ook wel stendhalsyndroom of florencesyndroom, is een psychische aandoening die optreedt als iemand volledig overrompeld wordt door de schoonheid van kunst. Lichamelijke verschijnselen zijn een versnelde hartslag, duizeligheid, verwarring en flauwvallen. In ernstige gevallen treden soms zelfs vormen van manie, hallucinaties of andere psychotische verschijnselen op.
De aandoening is genoemd naar de 19e-eeuwse Franse schrijver Stendhal (pseudoniem van Marie-Henri Beyle), die in zijn werk gedetailleerd beschreef hoe hij in 1817 tijdens een bezoek aan de Santa Crocebasiliek in Florence emotioneel werd aangegrepen door het artistieke karakter van de stad. Er zijn door de jaren heen gevallen bekend van toeristen die duizelig worden of flauwvallen bij het aanschouwen van kunst in Florence, met name in het Uffizi-museum.
In 1979 beschreef de Italiaanse psychiater Graziella Magherini het verschijnsel als syndroom na gedurende tien jaar zo'n 100 gevallen bestudeerd te hebben. Zij beschreef ook het verwante davidsyndroom, waarbij het zien van de David van Michelangelo sommige toeschouwers tot seksuele extase zou voeren.
Het syndroom is wellicht te vergelijken met het jeruzalemsyndroom, waarbij sterke emotionele reacties op religieuze ervaringen optreden.

## Stendhalsyndroom in kunst en cultuur
In 1989 maakte regisseur Frans Strijards bij theatergezelschap Art & Pro de productie Het syndroom van Stendhal, met onder meer de acteurs Porgy Franssen, Wim van der Grijn, George van Houts, Trudy De Jong en Han Kerckhoffs. De productie stond onder meer in De Brakke Grond (Amsterdam) en DE SINGEL (Antwerpen).
In 1996 heeft horrorregisseur Dario Argento de giallo/horror-thriller The Stendhal Syndrome gemaakt, waarin een jonge agente een seriemoordenaar en verkrachter op het spoor is en waarin blijkt dat zij ook aan het syndroom lijdt. De film, met in de hoofdrol Dario's dochter Asia, is geïnspireerd op het boek van Graziella Magherini.
In de in 2013 uitgekomen film van Paolo Sorrentino, La grande bellezza, wordt het syndroom vorm gegeven door een Japanse toerist die de pracht van Rome aanschouwt en vervolgens flauw valt.
Tijdens de tentoonstelling The Fly van kunstenaar Jan Marinus Verburg in de Bergkerk in Deventer, was een bezoeker dusdanig onder de indruk, dat hij achterover viel. Verburg verwerkte deze gebeurtenis vervolgens weer in de tentoonstelling.